# Waldir Lopes de Castro

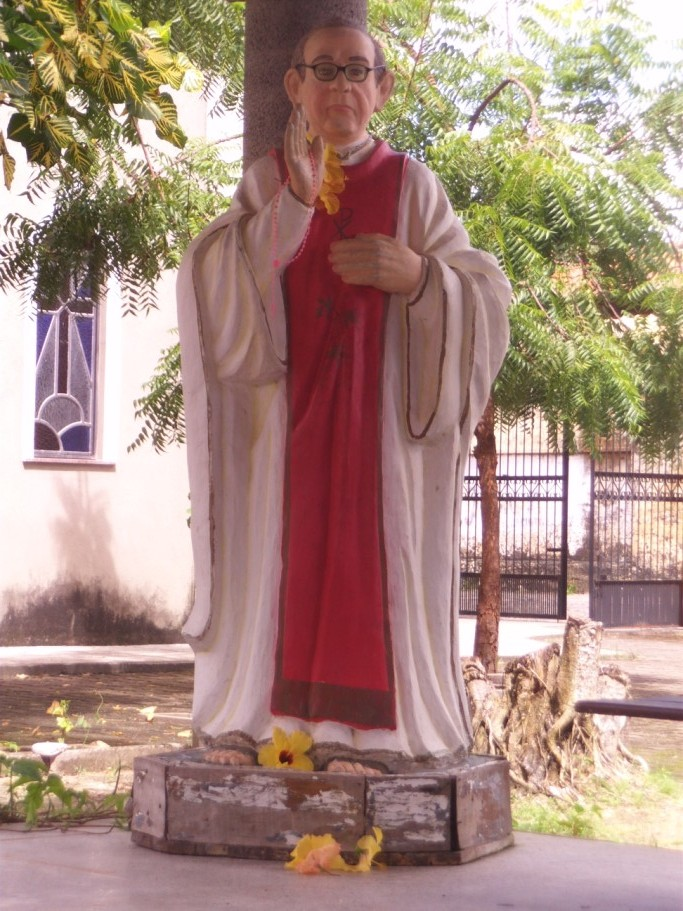
Estátua localizada no centro de convivência Sagrado Coração de Jesus em Marco.

Waldir Lopes de Castro, (Sobral, 2 de fevereiro de 1931 – Marco (Ceará), 22 de dezembro de 2001) foi um Monsenhor católico brasileiro. Na devoção popular é conhecido como Monsenhor Waldir.
Ordenou-se sacerdote em 8 de dezembro de 1956 na catedral de Nossa Senhora da Conceição em Sobral, pelas mãos de Vossa Excelência Reverendíssima, Dom José Tupinambá da Frota, bispo da Diocese de Sobral. Viveu em Marco (Ceará) por 37 anos sendo considerado pela população Marquense como santo pela sua doação e testemunho de vida, principalmente pelo seu trabalho pastoral junto aos mais necessitados.
Filho de Vitor Cavalcante e Eluza Lopes de Castro Cavalcante mantendo parentesco com o Tom Cavalcante como tio legítimo.
Mons. Waldir faleceu no dia 22 de dezembro de 2001, vítima de um acidente automobilístico.

## Biografia
Monsenhor Waldir foi batizado na Igreja da Sé em Sobral em 8 de março, com o padre José Gerardo Ferreira Gomes como celebrante. Em 1944, recebeu o sacramento da confirmação, com Monsenhor Olavo Passos como padrinho.
Sua jornada no sacerdócio começou quando entrou no Seminário Menor de Sobral em 8 de fevereiro de 1944. Concluiu seus estudos no Seminário Menor em 1950 e prosseguiu seus estudos de Filosofia e Teologia no Seminário Maior da Prainha, em Fortaleza, ao longo de seis anos. Foi ordenado clérigo em 14 de julho de 1953 e recebeu as ordens menores de Leitor e Acólito em 20 de julho de 1954.
Em 23 de outubro de 1955, recebeu o subdiaconato, e em 8 de dezembro de 1956, foi ordenado sacerdote pelo Bispo Dom José Tupinambá da Frota na Catedral de Sobral. Iniciou seu ministério sacerdotal como assistente de Monsenhor José Osmar Carneiro na Paróquia do Patrocínio, atuando nessa função de janeiro de 1957 a março de 1964. Durante esse tempo, também lecionou religião no Seminário de Sobral e na Escola Técnica de Comércio D. José. Em 8 de março de 1964, assumiu a função de pároco em São Manuel, onde serviu até seu falecimento.
Em reconhecimento ao seu serviço dedicado, em 27 de fevereiro de 1975, recebeu o título de Capelão de Sua Santidade do Papa Paulo VI, acrescentando "Monsenhor" ao seu nome.
Ao longo de seu tempo na paróquia, o trabalho pastoral de Monsenhor Waldir foi diversificado, com ênfase na implementação da Catequese Renovada, no apoio às Comunidades Eclesiais de Base e na promoção da implementação prática do Dízimo. Reconhecendo a importância da educação, ele, com o apoio dos líderes da cidade, fundou o Centro Educacional São Manuel, oferecendo educação básica e secundária. Não apenas fundou essa instituição, mas também atuou como professor e diretor.
Monsenhor Waldir fez contribuições significativas para a Diocese no campo das vocações sacerdotais. Nos anos de 1980 e 1981, assumiu o cargo de Diretor no Seminário Diocesano São José em Sobral.
Com a generosa ajuda de seus paroquianos, supervisionou a construção da Igreja do Sagrado Coração de Jesus e a reforma do Cemitério São Roque. Ele se dedicou à contínua renovação da Igreja Paroquial, embora não tenha vivido para ver sua conclusão.
Na manhã de 22 de dezembro de 2001, enquanto fazia uma caminhada, ele se envolveu em um acidente repentino e, posteriormente, faleceu na Santa Casa da Misericórdia de Sobral enquanto passava por uma tomografia computadorizada.
Monsenhor Waldir Lopes de Castro faleceu em Sobral, Ceará, em 22 de dezembro de 2001.

## Processo de Beatificação
A Paróquia de São Manuel, Paróquia esta localizada na cidade de Marco, estado do Ceará, entrou com um processo de Beatificação e Canonização de Mons. Waldir. O então Bispo de Sobral, Dom José Luiz Gomes de Vasconcelos, acatou a solicitação e enviou junto à Santa Sé Apostólica, o pedido para Abertura da Causa de Beatificação e Canonização. No dia 07 de fevereiro de 2020, a Diocese de Sobral recebeu o Nihil obstat (Nada Obsta), um documento que alega que não há nenhum obstáculo para a Abertura da Causa, automaticamente recebendo o título de "Servo de Deus". A causa de Beatificação do Servo de Deus Waldir, tem como Postulador, o Dr. Paolo Vilotta, responsável por alguns processos de Beatificação e Canonização no Brasil, tendo como mais conhecido, o processo de Canonização de Irmã Dulce.